# Elberfelder System
Das Elberfelder System (auch Elberfelder Modell) der Armenfürsorge entstand in den 1850er Jahren in Preußen und war der Versuch, die kommunale Armenverwaltung an die Bedingungen der entstehenden Industriegesellschaft anzupassen. Es entstand in der Stadt Elberfeld (heute Stadtteil von Wuppertal) und wurde in der zweiten Hälfte des 19. Jahrhunderts von zahlreichen Städten übernommen.

## Entstehung und Funktionsprinzipien
Die Textilstädte Barmen und Elberfeld gehörten in der ersten Hälfte des 19. Jahrhunderts zu den Pionierstädten der Industrialisierung in Deutschland. Auch bereits durch Zuwanderung nahm die Bevölkerung stark zu und die Städte gehörten zu den am dichtesten besiedelten Kommunen in Deutschland. So wuchsen die beiden Städte vor allem durch Zuwanderung zwischen 1810 und 1840 von 19.000 bzw. 16.000 auf 40.000 bzw. 31.000 Einwohner. Der Anteil der Armen war überproportional hoch.
Die überkommene zentral geleitete städtische Armenverwaltung erwies sich als zu teuer und ineffizient, um mit diesen Problemen fertigzuwerden. Mit dem 1853 eingeführten Elberfelder System versuchte man die Struktur der Fürsorge an die neuen Bedingungen anzupassen. Das System war an der Armenordnung der Stadt Elberfeld vom 9. Juli 1852 orientiert und basierte auf vier Prinzipien:
- Individualisierung der Unterstützungsleistung,
- Dezentralisierung der Entscheidungskompetenz,
- ehrenamtliche Durchführung von Aufgaben öffentlicher Verwaltung,
- Bestimmung von Zuständigkeiten nach rein räumlichen Kriterien.

Zunächst wurde die Armenverwaltung dezentralisiert. Unterhalb der gesamtstädtischen Armendeputation wurden in den Stadtbezirken weitere Deputationen eingerichtet, in deren Auftrag Armenpfleger tätig waren. Ein weiteres zentrales Prinzip war die Ehrenamtlichkeit der Armenpfleger. Diese kamen meist aus den Mittelschichten (kleine Beamte, Handwerker oder Kaufleute). Bürger waren verpflichtet, das Amt eines Verwalters oder Pflegers anzunehmen. Die größere Zahl der ehrenamtlichen Helfer verringerte für die einzelnen Armenpfleger die Zahl der zu betreuenden Klienten und für das System die Kosten. Ein weiteres Prinzip des Systems war die „Hilfe zur Selbsthilfe.“ Offenbar ging man davon aus, dass ein beträchtlicher Teil der Armen nicht willig war, etwas an ihrer Situation zu ändern. Daher wurden die Unterstützungsleistungen auf zwei Wochen begrenzt. Weitere Leistungen mussten erneut bewilligt werden.
In Elberfeld waren ausschließlich Männer für dieses Ehrenamt zugelassen. Im Jahr 1880 gründete die Armenverwaltung, um den Mangel an männlichen Ehrenamtlichen auszugleichen, den „Elberfelder Frauenverein zur Unterstützung Hilfsbedürftiger“.
Das Elberfelder System war ein im Liberalismus wurzelndes Konzept, das jedoch schon Vorläufer im 18. Jahrhundert besaß. So entstand schon 1788 in Hamburg das "Hamburger Armensystem": Die Stadt wurde dort in 60 Bezirke mit je drei ehrenamtlichen Armenpflegern eingeteilt. Beeinflusst wurde es auch durch das durch den Theologen Thomas Chalmers etablierte kirchliche System der Armenpflege, das auf Hausbesuchen durch Ehrenamtliche basierte.
Das Elberfelder System wurde von Münster, Köln, Breslau, Berlin und zahlreichen weiteren Städten übernommen. In Berlin erhielten Frauen gegen den Widerstand von Männern die Möglichkeit, das Ehrenamt auszuüben – dort waren es 35 Frauen unter 4.000 Ehrenamtlichen, und zuvor hatten die ehrenamtlich tätigen Männer angedroht, im Fall der Teilnahme von Frauen ihr Ehrenamt niederzulegen. Die Teilnahme von Frauen eröffnete diesen eine in der damaligen Gesellschaft seltene Möglichkeit zur Beteiligung am öffentlichen Leben. Erst 1896 empfahl der Deutsche Verein für Armenpflege und Wohltätigkeit den Kommunen, ihre Armenordnung zugunsten der Mitwirkung von Frauen zu revidieren.
Auch international wurde das Elberfelder System zum Vorbild: So wurde es durch die Charity Organisation Society (COS) in England aufgegriffen und experimentell in Liverpool, Braford, Sheffield und Leeds umgesetzt; diese Versuche scheiterten aber mangels Unterstützung. Das Elberfelder System wurde wie 1891 in Amsterdam durch die 1871 gegründete Genossenschaft Liefdadigheid naar Vermogen übernommen, die wiederum an der COS ausgerichtet war.
Im letzten Drittel des 19. Jahrhunderts nahm in der Phase der Hochindustrialisierung insbesondere durch Zuwanderung die Zahl der Bedürftigen allerdings vielerorts noch einmal zu, und die ehrenamtliche Armenfürsorge stieß an die Grenzen ihrer Leistungsfähigkeit. Vor allem in den Großstädten kehrte man mit dem Straßburger System zu einer stärkeren Zentralisierung und zur Professionalisierung der Armenpflege zurück. Im Straßburger System nahmen auch Frauen teil, allerdings in einer nach Geschlechtern hierarchisierten Form.
An das Elberfelder System erinnert das Elberfelder Armenpflegedenkmal.